# Jugurtia nadigorum
Jugurtia nadigorum är en stekelart som beskrevs av Joseph Charles Bequaert 1937.
Jugurtia nadigorum ingår i släktet Jugurtia och familjen Masaridae. Inga underarter finns listade i Catalogue of Life.